# Arthur Alexander
Arthur Alexander (Sheffield, 10 maggio 1940 – Nashville, 9 giugno 1993) è stato un cantautore statunitense.
Tra i suoi brani più conosciuti vi sono Anna (Go to Him), Soldier of Love (Lay Down Your Arms), A Shot of Rhythm and Blues, reinterpretati anche dai Beatles, Every Day I Have to Cry, Go Home Girl e You Better Move On, che è stato invece rifatto dai Rolling Stones.

## Discografia parziale

### Album
- 1962 - You Better Move On
- 1972 - Arthur Alexander
- 1993 - Lonely Just Like Me